# Delight Sweet Life
Delight Sweet Life（ディライト・スイート・ライフ）は、JEWELRYの日本での3枚目のシングル。

## 概要
男女ボーカルデュオ「カーマイン」が作曲を担当した表題曲は自身出演のロッテ「チョコビスケット」コマーシャルソング及びThe MUSIC 272「JEWELRYのPOP'n SEOUL!」テーマソング。前作に続き初回盤のみDVD付き。表題曲の3種類のリミックスが収録されているが、Singing individual part versionはソロパートを増やしたもので、アレンジは原曲と同じである。

## 収録曲

### CD
1. Delight Sweet Life
作詞：三枝夕夏　作曲：村田浩一・加藤功美　編曲：小澤正澄
2. I believe
作詞：三枝夕夏　作曲：宝仙明伽音　編曲：小澤正澄
3. 君と約束した優しいあの場所まで（原曲：三枝夕夏 IN db）
作詞：三枝夕夏　作曲・編曲：小澤正澄
4. Delight Sweet Life ～Singing individual part version～
5. Delight Sweet Life ～M-oZ club mix edit～
Remix：小澤正澄
6. Delight Sweet Life ～ENJOY club Remix～
Remix：J.K.
7. Delight Sweet Life ～Instrumental～

### DVD
1. 簡単ハングル講座
2. note of JEWELRY
3. POP'n SEOUL!